# Zeila
Zeila (somalski: Sajlak, arapski: زيلع)  je lučki grad na obali Adenskog zaljeva, u somalskoj regiji Audal, koja je gotovo neovisna republika unutar Somalije. Zeila je tik do granice s Džibutijem, 50 km od grada Djiboutija.
Zeila je smještena na početku poluotoka, duboko usječenog u Crveno more, s kopnene strane prostire se pješčana pustinja od oko 150 km sve do etiopske granice, Jijiga u Etiopiji je oko 315 km jugoistočno, dok je Harar udaljen 417 km južno.
Zeila je poznata po brojnim koraljnim otocima i grebenima te mangrovim gajevima. Osnovni nedostatak Zeile je bio i ostao isti, a to je nedostatak pitke vode a to je već znala i Nizozemska istočnoindijska kompanija 1698., te je nije odabrala za svoju luku.

## Povijest
Zeila kao naselje postoji od antike kad se zvala Avalitae. Pod imenom Zeila pojavljuje se prvi put 891., u atlasu arapskog kartografa Al-Yaqubija Zeila - Kitab al-Balden ("Knjizi zemalja"). Drugi arapski kartograf Ibn Hawqal opisao je Zeilu 988. godine, kao luku za promet robama iz Etiopije za Jemen i Hidžaz. 
Zeila je postala sjedište Sultanata Adal negdje oko 9. – 10. stoljeća od tad počinju i kronike sukoba sa susjednim Etiopskim Carstvom. Zeila je cvjetala u 14. stoljeća tad se razvila trgovina tamjanom, smirnom, amharskim i oromskim robovima, zlatom, srebrom, devama i ostalom cijenjenom robom. Zeila je postala jedna od ključnih točaka za širenje Islama na Etiopsku visoravan. Tad je Zeila bila dio Sultanata Ifat kojim je vladala dinastija Valašma. Za vladavine sultana Sa'ad ad-Dina II., obitelj Valašma pobjegla je u Zeilu ( oko 1403. – 1415.) ispred etiopskog cara Davit II. koji je tad bio stvarni suveren Sultanata Ifat. Car Davit II. opkolio je Zeilu, i ostavio je 8 dana da trpi nestašicu vode, nakon toga provalio je grad pogubio sultana. Od tog vremena sultan se drži za sveca u Zeili.
Putnici koji su posjetili Zeilu u 16. stoljeću poput talijana Ludovica di Varthema opisuju je kao važno trgovište, unatoč vidljivim oštećenjima koja su joj nanesena za portugalskih bombardiranja 1517. i 1528.
Zbog učestalih napada somalskih nomadskih plemena na grad, tadašnji vladar Zeile,-Garad Lado, podigao je snažne zidine s pustinjske strane oko grada.
Vremenom je značaj Zeile kao glavne luke za Harar, Šou i ostale etiopske pokrajine opao. Počevši od 1630., Zeila je postala posjed vladara iz jemenske Mokke, koji su njenu luku i trgovište dali u zakup jer je promet bio gotovo beznačajan. Potom je Zeilom vladao lokalni emir, čija vlast se nije protezala dalje od gradskih zidina.
Do prve polovice 19. stoljeća Zeila je postala samo sjena nekoć velikog i značajnog grada, selo "okruženo niskim zidom od blata" od 1000 – 3000 stanovnika (ovisno o godišnjem dobu).
Između 1821. do 1841. Jemen a s njim i Zeila bili su nominalno dio Osmanskog Carstva, no stvarna vlast je pripadala egipatskom paši Muhamedu Aliju. Egipćani su nakraju dobili ferman od sultana, kojim je Zeila postala njihov posjed 1874. – 1875. No kad se egipatski garnizon povukao iz Harara 1885. Zeila je postala predmet trvenja između Francuske i Britanije zbog kontrole nad obalama Adenskog zaljeva. Čak se činilo da će zbog toga i zaratiti, ali su se nakraju sporazumjele 1888. i sklopile sporazum o granicama njihovih protektorata. Tako je Zeila uz istočni grad Berberu postala dio Britanske 
Somalije.
Nakon što je izgrađena željeznička pruga Džibuti – Adis Abeba krajem 19. stoljeća nastavilo se propadanje Zeile.

## Zeila danas
Tijekom somalijskog građanskog rata, Zeila je bila poprište velikih borbi tako da su gotovo sve zgrade su bile srušene ili s teškim oštećenjima. Stanovnici su se razbježali i pobjegli u susjedne zemlje poput Džibutija. Nakon rata oni su svojim doznakama pomogli u obnovi grada kao i 
kod obnove trgovine i ribarstva. 